# Pozdrowienia z Paryża
Pozdrowienia z Paryża (ang. From Paris with Love) – francuski film akcji w reżyserii Pierre’a Morela. Scenariusz napisał Luc Besson. W główne role wcielili się John Travolta, Jonathan Rhys Meyers oraz Kasia Smutniak. Premiera w Stanach Zjednoczonych odbyła się 5 lutego 2010 roku, a w Polsce – 19 lutego 2010 roku.

## Fabuła
Młody pracownik amerykańskiej ambasady Richard Stevens (Jonathan Rhys Meyers) i agent CIA Charlie Wax (John Travolta) wykonują niebezpieczną misję powstrzymania terrorystów w Paryżu.

## Obsada
- John Travolta – Charlie Wax
- Jonathan Rhys Meyers – Richard Stevens
- Kasia Smutniak – Caroline
- Amber Rose Revah – Nichole
- Melissa Mars – prostytutka
- Richard Durden – Ambasador Bennington
- Farid Elouard – brodaty kierowca
- Chems Dahmani – Rasheed